# Alpagot
Alpagot – turecki torpedowiec z początku XX wieku, jedna z dwóch zbudowanych we Włoszech jednostek typu Akhisar. Okręt został zwodowany 30 kwietnia 1904 roku w stoczni Ansaldo w Genui, a w skład marynarki Imperium Osmańskiego wszedł w czerwcu 1904 roku. Torpedowiec wziął udział w wojnie włosko-tureckiej, podczas której został zatopiony w Prewezie 30 września 1911 roku.

## Projekt i budowa
Torpedowce typu Akhisar zostały zamówione przez Turcję we Włoszech w grudniu 1902 roku i w tym miesiącu podpisano kontrakt na dostawę dwóch jednostek.
„Alpagot” zbudowany został w stoczni Ansaldo w Genui (numer stoczniowy 132). Stępkę okrętu położono w 1904 roku, a zwodowany został 30 kwietnia 1904 roku .

## Dane taktyczno-techniczne
Okręt był torpedowcem z kadłubem wykonanym ze stali, podzielonym na dziewięć przedziałów wodoszczelnych. Długość całkowita wynosiła 51 metrów (50,5 metra między pionami) szerokość 5,7 metra i zanurzenie 1,4 metra. Wyporność normalna wynosiła 165 ton. Jednostka napędzana była przez dwie pionowe, trzycylindrowe maszyny parowe potrójnego rozprężania Ansaldo o łącznej mocy 2400 KM, do których parę dostarczały dwa kotły lokomotywowe (także produkcji Ansaldo) . Prędkość maksymalna napędzanego dwoma śrubami okrętu wynosiła 24 węzły. Okręt zabierał zapas 60 ton węgla .
Na uzbrojenie artyleryjskie jednostki składały się dwa pojedyncze działka kalibru 37 mm Hotchkiss QF L/20 z zapasem 250 nabojów . Broń torpedową stanowiły zamontowane na pokładzie (z przodu i tyłu sterówki) dwie pojedyncze obracalne wyrzutnie kal. 450 mm, z łącznym zapasem czterech torped .
Załoga okrętu składała się z 4 oficerów i 26 podoficerów i marynarzy .

## Służba
„Alpagot” został przyjęty w skład marynarki wojennej Imperium Osmańskiego w czerwcu 1904 roku w Stambule . W maju 1909 roku wziął udział w pierwszych manewrach floty tureckiej na Morzu Marmara. 30 września 1911 roku, podczas wojny włosko-tureckiej, stacjonujące w porcie Preweza torpedowce „Alpagot” i „Hamidiye” zostały zatopione ogniem artylerii włoskich niszczycieli „Artigliere” i „Corazziere”.